# Heilig-Geist-Kirche (Frankfurt-Riederwald)

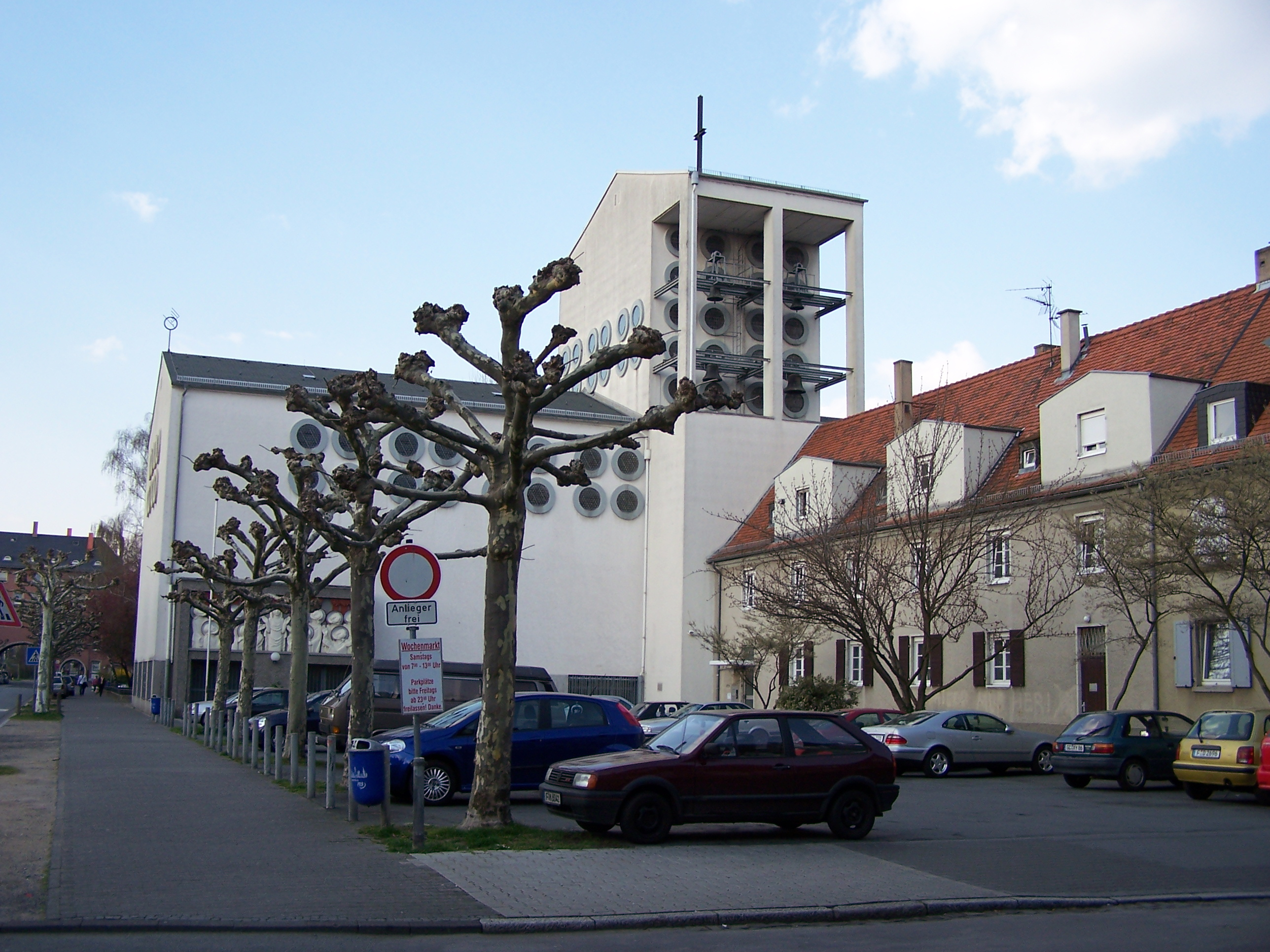
Heilig-Geist-Kirche in Frankfurt-Riederwald gesehen von der Schäfflestraße

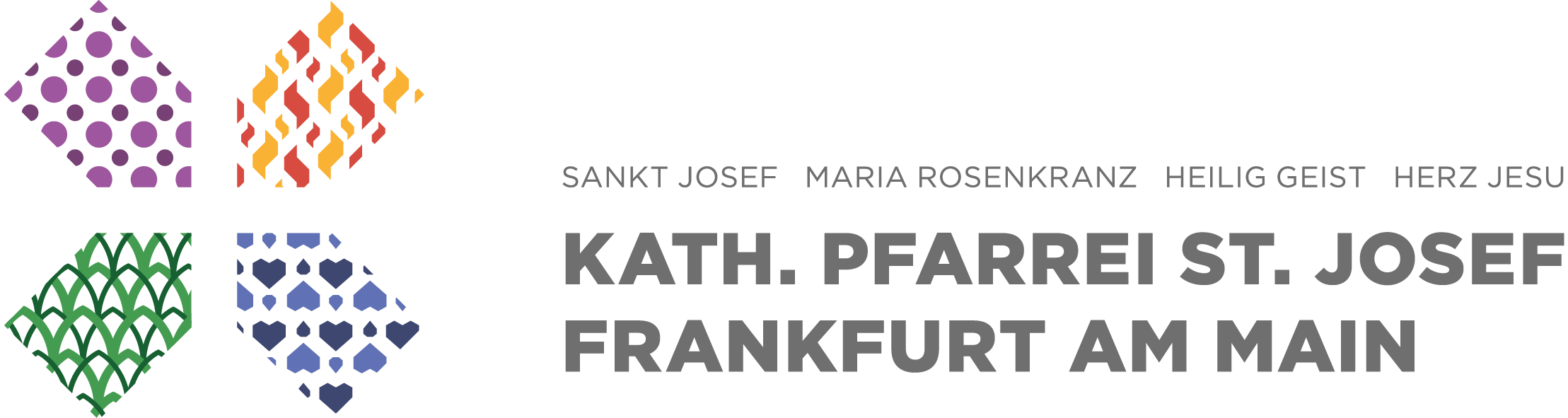
Logo der Gesamtpfarrei

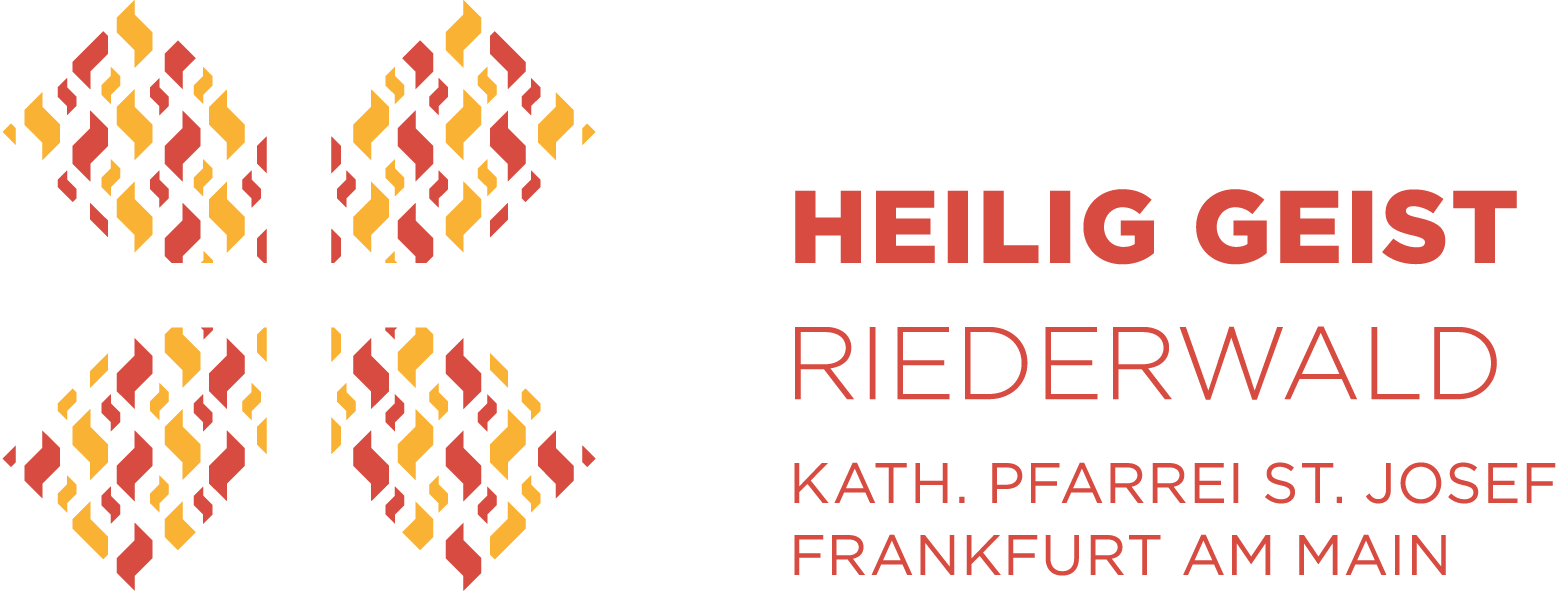
Logo des Kirchortes

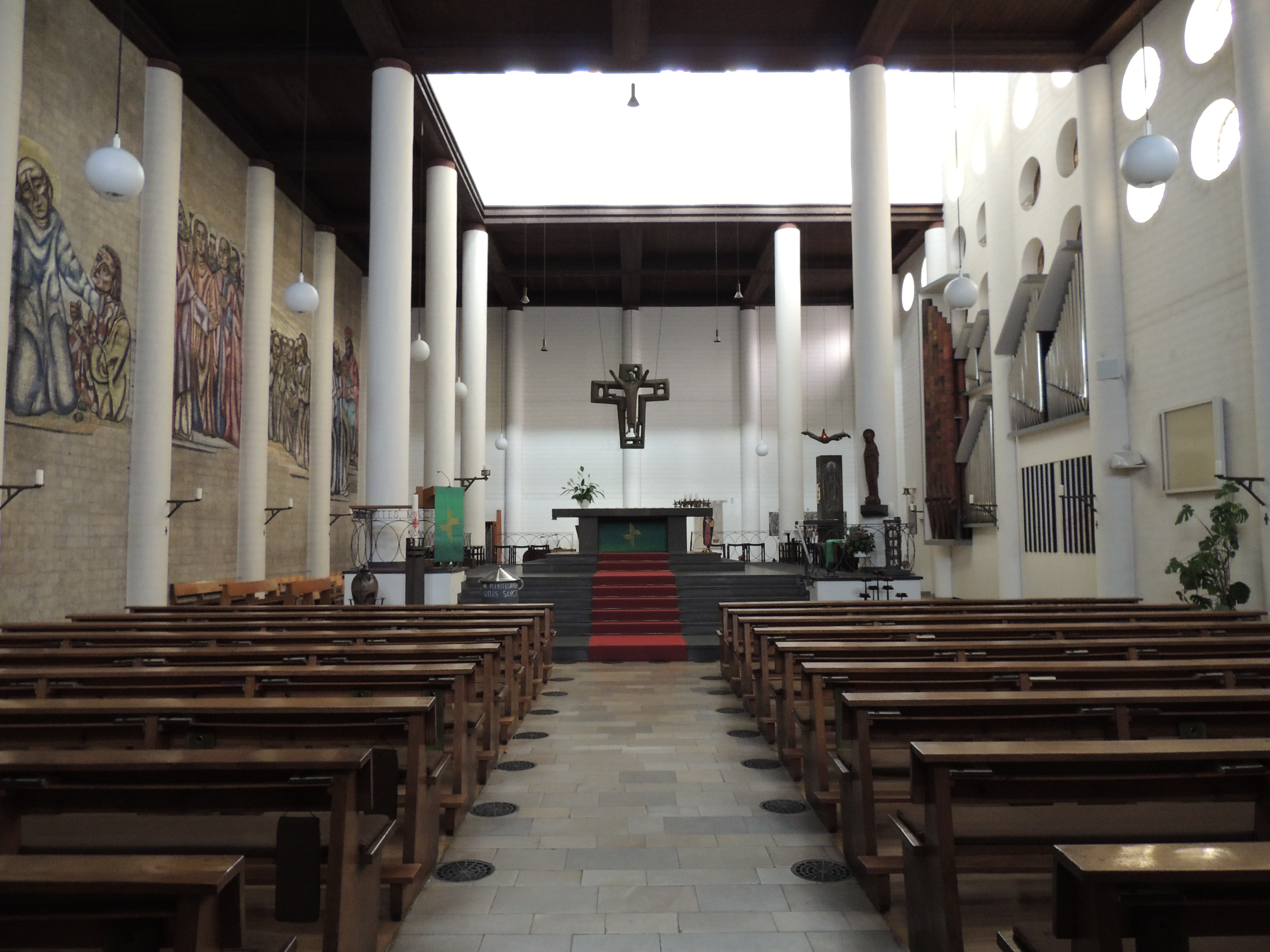
Innenraum

Die Heilig-Geist-Kirche ist eine katholische Kirche in der Schäfflestraße im Frankfurter Stadtteil Riederwald. Sie gehört zum Bistum Limburg. Sie ist seit dem 1. Januar 2015 als Kirchort Heilig Geist Riederwald Teil der katholischen Pfarrei neuen Typs St. Josef Frankfurt am Main, zu der drei weitere Kirchen als Kirchorte gehören und in der darüber hinaus zwei Profilkirchen des Bistums Limburg liegen, die auch Filialkirchen der Pfarrgemeinde sind.

## Geschichte

### Gründung
Ab dem Beginn des zweiten Jahrzehnts des 20. Jahrhunderts wurden in Frankfurt am Main im Zuge der zunehmenden Industrialisierung und eines raschen Bevölkerungswachstums Arbeitersiedlungen angelegt. Hierzu zählt auch die ab 1910 errichtete Siedlung Riederwald, die auf ehemaligen Feldern der Riederhöfe des Hospitals zum Heiligen Geist entstand.
Die Seelsorge für die Katholiken in dem neu gegründeten Stadtteil wurde zunächst von der Allerheilgen-Pfarrei im Stadtteil Ostend wahrgenommen. Gottesdienste wurden zunächst in einer Baracke am Schultze-Delitzsch-Platz gefeiert. Ab 1923 fanden Gottesdienste in der Turnhalle der damals neuen Riederwaldschule statt. Im selben Jahr wurde der Bauplatz für die Kirche erworben. Am 15. August 1926 wurde der Grundstein für das Pfarrhaus gelegt. Dort wurde eine Notkapelle eingerichtet, die am 10. April 1927 eingeweiht wurde. Die Planung übernahm der Architekt Martin Weber. Auftraggeber war der Pfarrer Georg Heinrich Hörle. Am 1. April 1928 wurde die selbstständige Pfarrei Zum Hl. Geist gegründet. Am 13. Juli 1930 fand der erste Spatenstich zum Bau der Kirche statt. Am 1. September 1930 begann die Montage des Stahlskeletts. Bis zum 24. August wurden in den Rohbau die Kirchenfenster eingesetzt, der Hochaltar errichtet und zwei Glocken aufgezogen. Die Heilig-Geist-Kirche wurde am 20. September 1931 durch den damaligen Bischof von Limburg Antonius Hilfrich konsekriert.

### Zweiter Weltkrieg und Nachkriegszeit
Die Kirche wurde im Zweiten Weltkrieg bei den Luftangriffen auf Frankfurt am Main schwer beschädigt. Der letzte Gottesdienst fand am 3. Oktober 1943 statt. Zwischen 4. Oktober 1943 und 9. März 1945 wurden die Kirche, das Pfarrhaus und das Schwesternhaus bei mehrfachen Angriffen durch Fliegerbomben schwer beschädigt. Nach dem Krieg wurde die Kirche wiederhergestellt. Von 1942 bis 1949 war der spätere Bischof des Bistums Limburg Wilhelm Kempf Pfarrer der Gemeinde. Von 1982 bis 1984 wurde der Kirchturm saniert. Von 1991 an war Peter Reulein A-Kirchenmusiker an der Heilig-Geist-Kirche; seit 2000 ist er Kantor an der Liebfrauenkirche in der Frankfurter Innenstadt.

### 21. Jahrhundert
Mit der Nachbargemeinde Herz-Jesu im Frankfurter Stadtteil Fechenheim pflegte die Pfarrei Heilig Geist seit etwa 2002 enge Beziehungen im Rahmen eines Pastoralen Raums. Zum Jahr 2012 wurde der Pastorale Raum um die Pfarreien St. Josef in Bornheim und Maria Rosenkranz in Seckbach zu dem Pastoralen Raum Frankfurt-Ost erweitert. Dieser bestand bis zum 31. Dezember 2014.
Zum 1. Januar 2015 wurde aus den vier Pfarreien des Pastoralen Raumes Frankfurt-Ost eine Pfarrei neuen Typs unter dem Namen St. Josef Frankfurt am Main mit den Kirchorten St. Josef Bornheim, Maria Rosenkranz Seckbach, Heilig Geist Riederwald und Herz Jesu Fechenheim geschaffen. Dazu gehört die Zentralisierung bestimmter Aufgaben, wie des Pfarrsekretariats. Die neue Pfarrei hatte damals ca. 16.500 Mitglieder. Das neue Logo der Gesamtpfarrei neuen Typs besteht aus einem X-förmigen Kreuz, das die vier individuellen Kirchorte aus verschiedenen geographischen Richtungen symbolisiert. Jedes der vier Elemente steht für einen der Kirchorte. Das Element für den Kirchort Sankt Josef Bornheim besteht aus einer grünen gotischen Deckenstruktur, das für Maria Rosenkranz Seckbach aus lilafarbenen Perlen, das für Heilig Geist Riederwald gelben und roten Flammen und das für Herz Jesu Fechenheim aus blauen Herzen und Tropfen. Jeder Kirchort hat zudem ein eigenes Logo, das aus vier gleichen Elementen besteht.

## Bauwerk

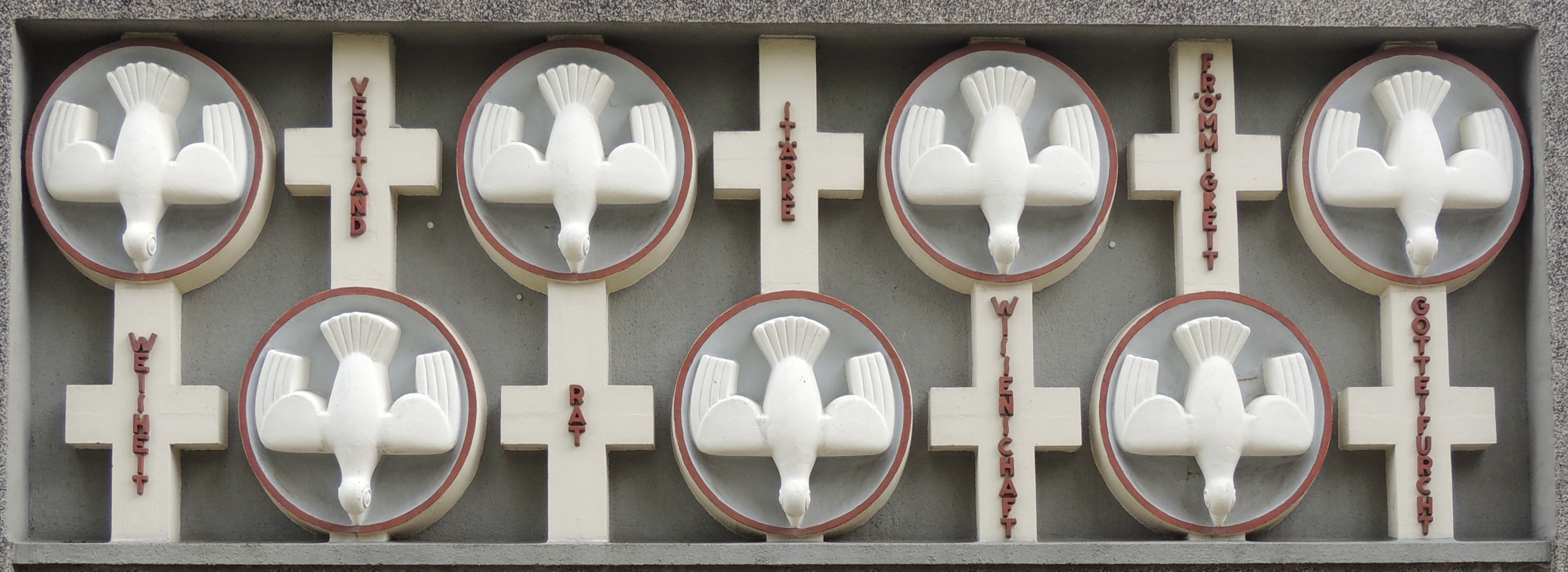
Relief „7 Gaben des Heiligen Geistes“ (Nordportal) von Arnold Hensler

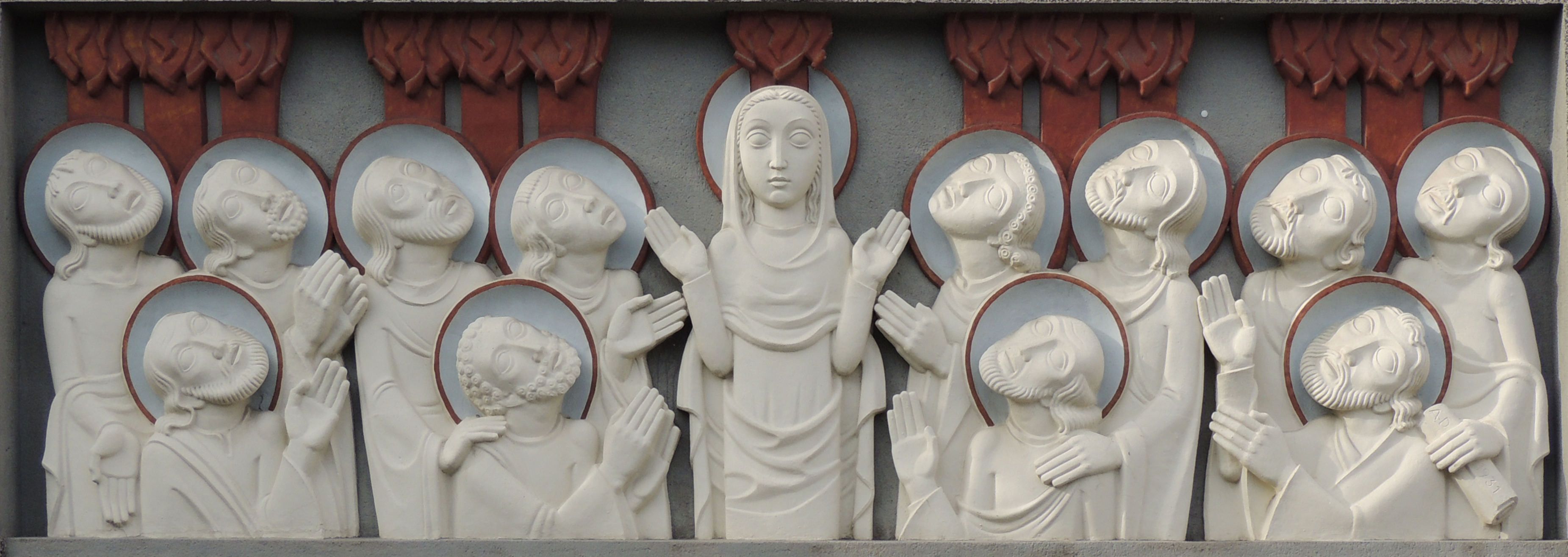
Relief „Ausgießung des Heiligen Geistes“ (Südportal) von Arnold Hensler

Die Kirche wurde bewusst in einer begrenzten Größe und Schlichtheit errichtet und war weniger monumental als die anderen zuvor von Martin Weber in Frankfurt am Main geplanten Kirchen St. Bonifatius und Heilig-Kreuz. Martin Weber steht mit diesen Frankfurter Kirchen neben der Frauenfriedenskirche und der Limburger Pallottinerkirche für das Neue Bauen im Sinne der Liturgischen Bewegung in der Römisch-katholischen Kirche.
Die Kirche ist direkt mit dem Pfarrhaus verbunden. Das Kirchenschiff ist bis an die Schäfflestraße geführt.
Charakteristisch sind die Vierergruppen von Rundfenstern. An den Westenden der Portale befinden sich Reliefs aus farbig lasiertem Betonguss von Arnold Hensler. Auf der Nordseite befindet sich die Darstellung der „7 Gaben des Heiligen Geistes“ (Weisheit, Verstand, Rat, Stärke, Wissenschaft, Frömmigkeit und Gottesfurcht), dargestellt durch sieben Tauben auf Kreuznimben. Die Aufschrift der sieben Gaben befindet sich jeweils auf einem so genannten „Weberkreuz“, die in dem für Martin Weber typischen Verhältnis von Breite zu Höhe 1:4 ausgeführt sind.
Auf der Südseite befindet sich eine Darstellung der „Ausgießung des Heiligen Geistes“, das die Apostel um die Gottesmutter in Form eines Lebensbaumes zeigt. Über dem Chor erhebt sich der Kirchturm. Im Norden befindet sich an der Außenwand ein Wandbild aus Antragsstuck mit der Verkündigung an Maria als Motiv. Diese Darstellung von Arnold Hensler zeigt die Verkündigung der Menschwerdung Christi an Maria durch den Erzengel Gabriel. Der Grundriss ist ein einfaches Rechteck mit der Größe 16 auf 36 Meter. Die Höhe des Kirchenschiffs beträgt etwa drei Viertel der Breite. Der Turm ist etwa doppelt so hoch. Das Stahlskelett ist bis zur Sockelhöhe mit Ziegelsteinen gefüllt und darüber mit Bimshohlsteinen ausgefüllt. Nach dem I.G.-Farben-Haus von Hans Poelzig war die Heilig-Geist-Kirche das zweite Gebäude mit dieser Bauweise in Frankfurt am Main. Die Bimshohlsteine sind außen verputzt und waren innen ursprünglich in ihrer natürlichen Struktur und Farbe belassen. Später wurden auch die Innenwände verputzt.
Die zuerst aufgehängten drei Kirchenglocken waren von der Gießerei Ulrich in Apolda hergestellt worden. Im Zweiten Weltkrieg abgenommen, wurden diese Glocken bereits 1956 durch vier neue, die von der Gießerei F. W. Schilling aus Heidelberg hergestellt wurden, ersetzt, die am 22. September 1956 aus Anlass von 25 Jahren Kirchweih geweiht wurden.
| Name           | Ton |
| Heilig Geist   | a'  |
| Maria          | h'  |
| Peter und Paul | d"  |
| Pius X         | e"  |

## Ausstattung

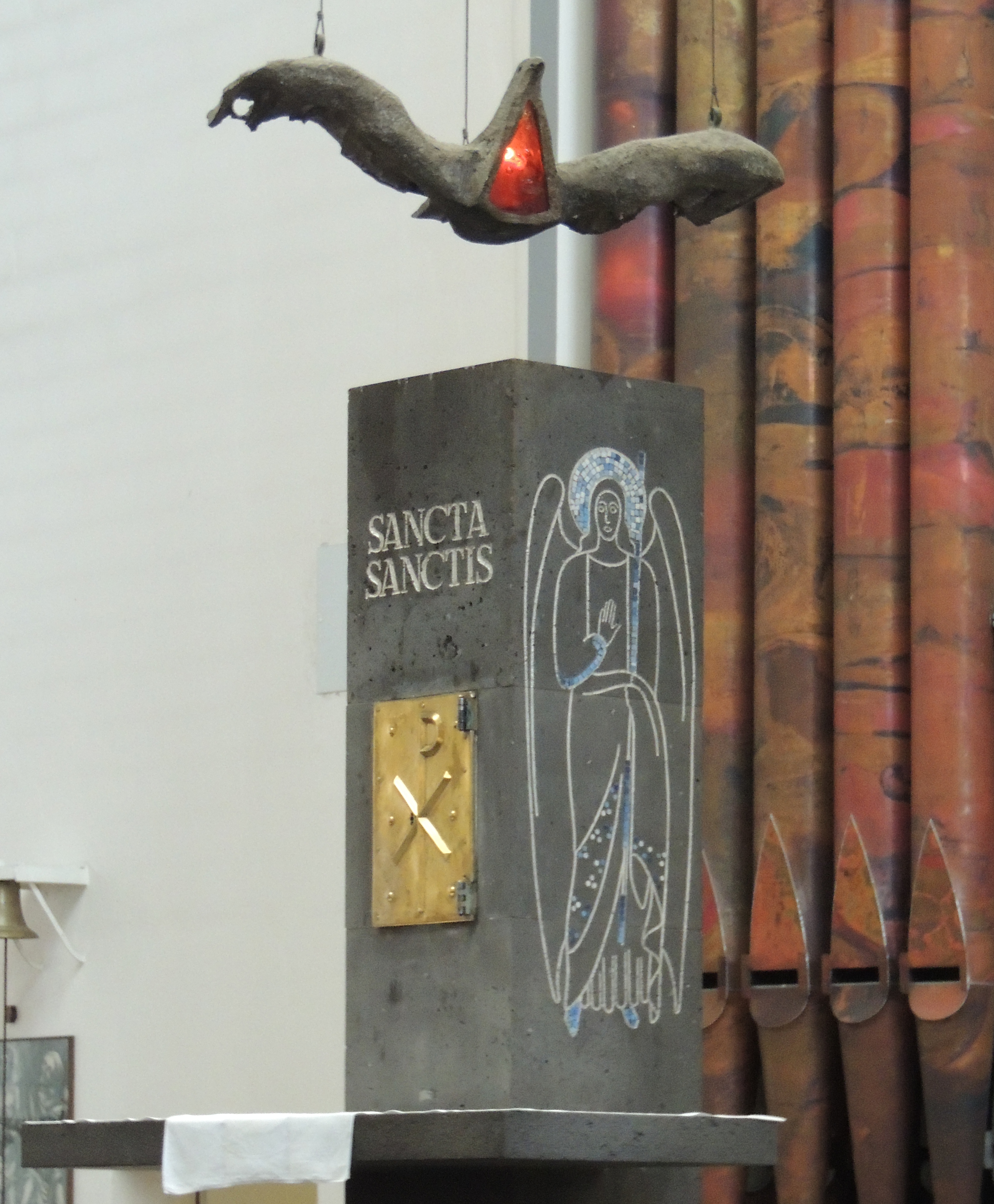
Sakramentshaus und Ewiges Licht-Lampe

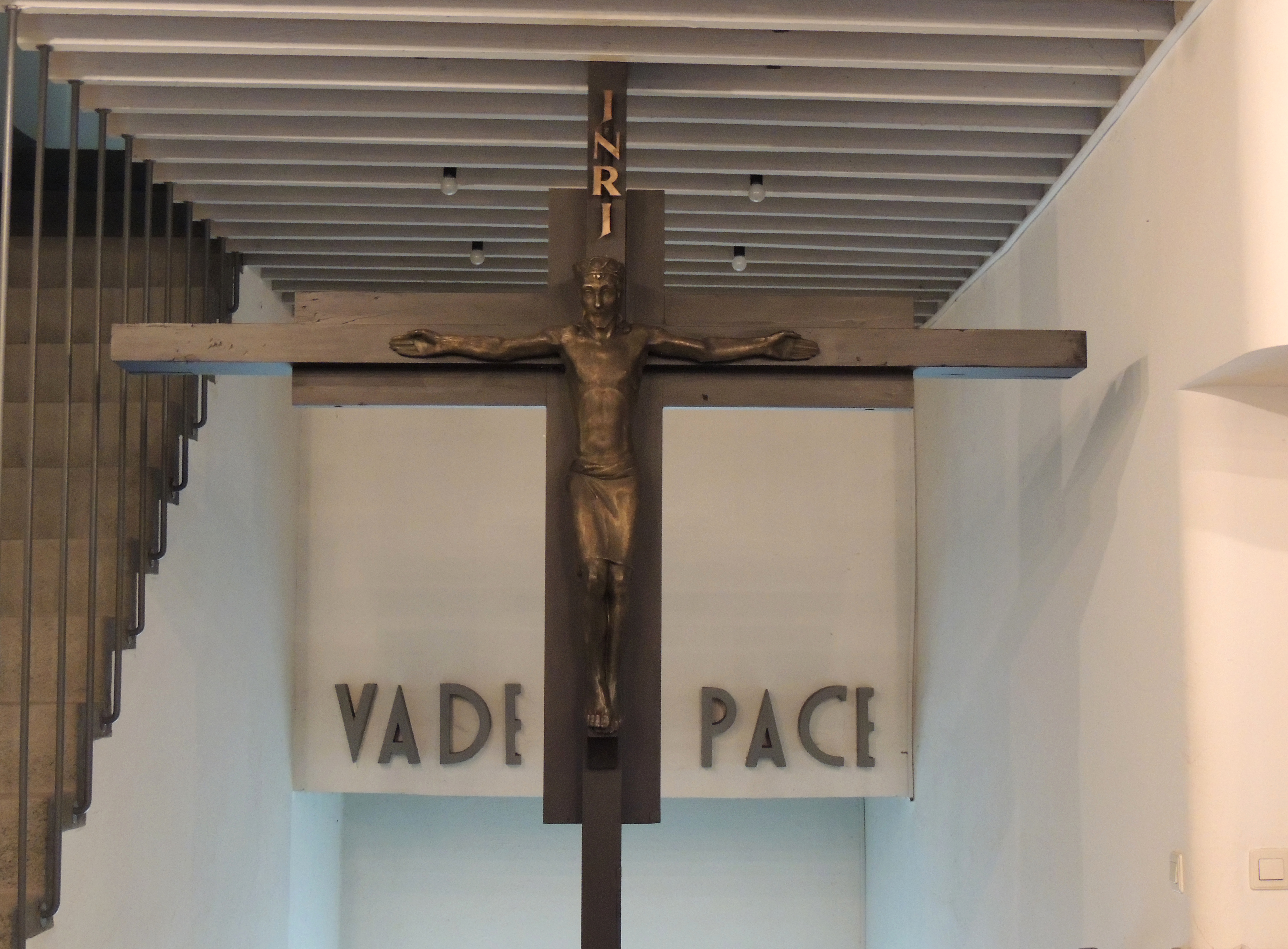
Ursprüngliches Altarkreuz, seit 1963 im Eingangsbereich

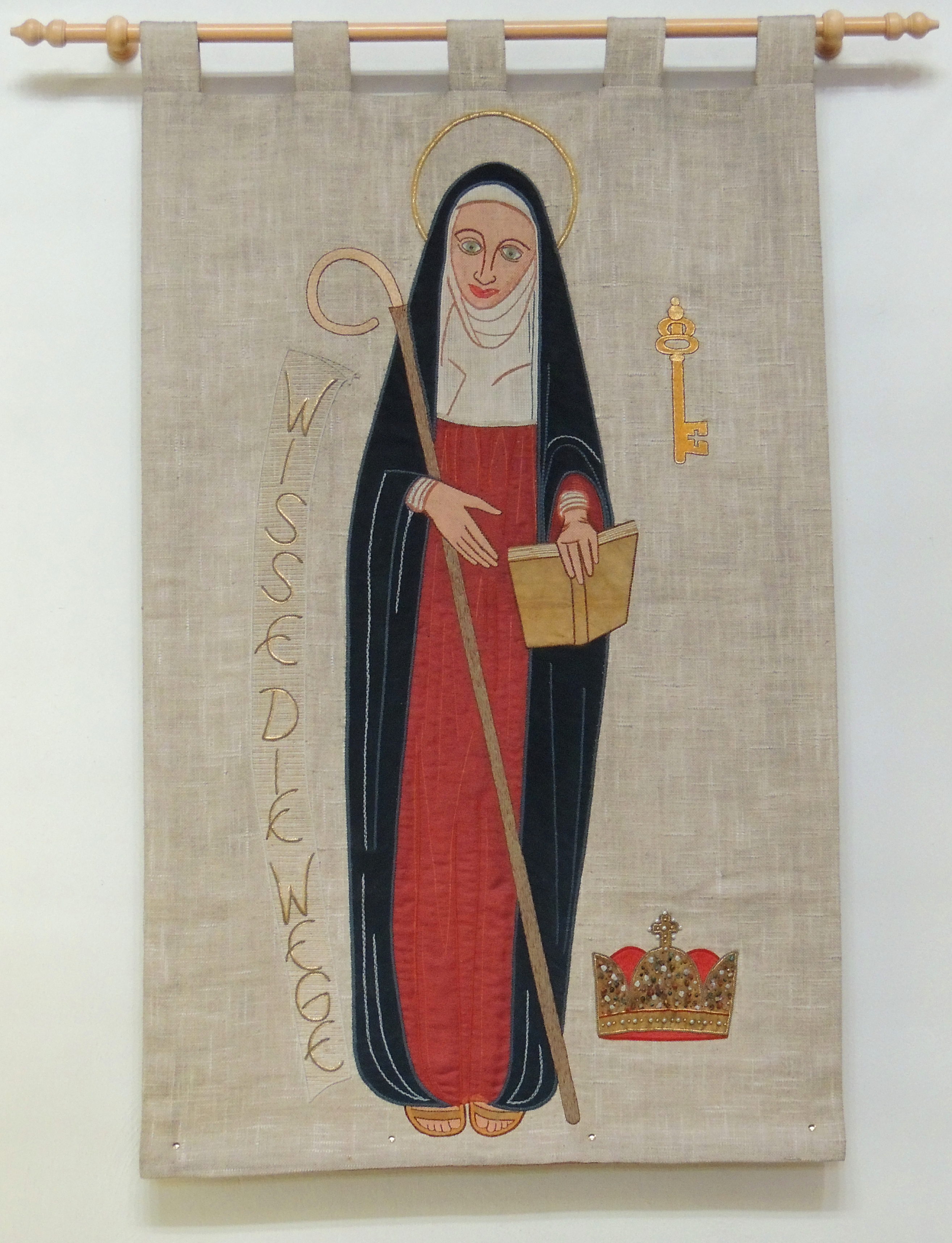
Wandbehang mit der Darstellung der Hildegard von Bingen aus St. Hildegard

Der Kircheninnenraum ist vom Straßenniveau wie in der Heilig-Kreuz-Kirche über eine Treppe zu erreichen. Wie dort waren Gemeinderäume in einer Unterkirche vorgesehen. Die Kirchenfenster sind verschiedenfarbig getönt. Die Peiner-Stützen sind halbkreisförmig ummauert. Die Holzdecke ist an Bindern aus Stahlbeton aufgehängt. Der Glockenturm ist im Chor in diesen kastenförmigen Raum hineingestellt und wird von fünf schlanken Rundstützen getragen.
Die Kirche besitzt einen zentral angeordneten Altar über dem sich der mit Rundfenstern ausgestattete nach innen zum Kirchenraum offene Kirchturm als Lichtturm erhebt. Der Lichtturm betont die architektonische und lichttechnische Überhöhung des Altars. Die zentrale Anordnung des Altars nahm Ideen des Zweiten Vatikanischen Konzils vorweg und wurde hier erstmals in einer modernen Kirche in Deutschland umgesetzt. Ursprünglich war der Altar von allen vier Seiten von mobilen Klappsitzen umgeben, was in Deutschland einmalig war. In der Kirche St. Bonifatius befindet sich der Altarraum in einem eigenen Chorraum und in der Heilig-Kreuz-Kirche an der Stirnwand des Kirchenschiffes. Die Orgel der Heilig-Geist-Kirche befindet sich in unmittelbarer Nähe der Altarinsel. Diese ist durch ein zartes Gitter vom Kircheninnenraum abgegrenzt. Der Altartisch, das Sakramentshäuschen mit einer Darstellung des Erzengels Gabriel und der Belag der Altarstufen bestehen aus Basalt. Über dem Sakramentshäuschen hängt die Ewiges-Licht-Lampe von Siegfried Haas in Form einer Taube aus Bronze, die den Heiligen Geist symbolisiert. Vom selben Künstler stammen das Kreuz und die Altarleuchter von 1963. Rechts neben dem Altar befindet sich an einer Säule eine Plastik aus Keramik der Maria von Arnold Hensler aus dem Jahr 1927, die sich vorher bereits in der am 10. April 1927 geweihten Notkapelle befand. Das Gestrüpp der Altarleuchter symbolisiert die Dornenkrone.
Das ursprüngliche versilberte Bronze-Altarkreuz auf Whitewood-Holz von Josef Hartwig befindet sich heute im Eingangsbereich in der Nähe der westlichen Wand der Eingangshalle. In einer Nische in der Nähe des Eingangs befand sich das Taufbecken aus Basalt, das auf die erste Stufe des Altarbereichs unterhalb des Ambos verlegt wurde. An der Innenseite der Nordwand befindet sich ein Freskenzyklus von Willy Oeser mit Darstellungen des Wirkens des hl. Geistes in der Apostelgeschichte. Der Kreuzweg von 1951 von Ludwig Becker soll insbesondere der persönlichen Meditation dienen. Im Zweiten Weltkrieg waren 6 der 14 kleinen Kreuzwegfenster in der Nordwand zerstört worden. Die übrigen 8 Kreuzwegfenster sind heute Bestandteil der Rundfenster der Westwand.
Die heutige Orgel von 1959 ist eine Pfeifenorgel von Klais aus Bonn mit ursprünglich 41 klingenden Registern, verteilt auf Hauptwerk, Oberwerk, Schwellwerk und Pedal. 1979 wurde die Orgel auf 47 Register erweitert. Ursprünglich war sie die Ausbildungs- und Prüfungsorgel des Bistums Limburg, bis das Ausbildungs- und Prüfungsamt nach Hadamar umzog.
Ein Wandbehang mit der Darstellung der Hildegard von Bingen und eine kleine Orgel aus der 2012 profanierten Filialkirche St. Hildegard von Herz-Jesu in Fechenheim befinden sich seitdem in der Heilig-Geist-Kirche.

## Verkehrsanbindung
Die Heilig-Geist-Kirche ist von den Stadtbahn-Linien U7 und U4 der U-Bahn Frankfurt angefahrenen oberirdischen U-Bahnhof Schäfflestraße in wenigen Minuten zu Fuß zu erreichen. In der Nähe ist außerdem die Anschlussstelle Frankfurt-Ost der Bundesautobahn 661.

## Weiterführende Informationen